# Krefeld Hauptbahnhof
Krefeld Hauptbahnhof is het Centraal Station of hoofdstation van de Duitse plaats Krefeld. Het station ligt aan de lijnen Krefeld – Duisburg, Krefeld – Mönchengladbach en Keulen – Kranenburg.

## Treinverbindingen
| Serie | Treinsoort                          | Route | Bijzonderheden                                           |
| ----- | ----------------------------------- | --- | -------------------------------------------------------- |
| RE 7  | Regional-Express (National Express) | Rheine – Münster (Westf) Hbf – Hamm (Westf) – Hagen Hbf – Wuppertal Hbf – Solingen Hbf – Köln Hbf – Neuss Hbf – Krefeld Hbf                                                           | Rhein-Münsterland-Express                                |
| RE 10 | Regional-Express (NordWestBahn)     | Düsseldorf Hbf – Krefeld Hbf – Kempen (Niederrhein) – Aldekerk – Nieukerk – Geldern – Kevelaer – Weeze – Goch – Bedburg-Hau – Kleve                                                   | Niers-Express ma-vr 2x per uur, za-zo 1x per uur         |
| RE 42 | Regional-Express (DB Regio NRW)     | Mönchengladbach Hbf – Viersen – Krefeld Hbf – Duisburg Hbf – Essen Hbf – Gelsenkirchen Hbf – Wanne-Eickel Hbf – Recklinghausen Hbf – Münster (Westf) Hbf                              | Niers-Haard-Express                                      |
| RB 33 | Regionalbahn (DB Regio NRW)         | Aachen Hbf – Herzogenrath – Lindern – / [ Heinsberg (Rheinl) ] Rheydt Hbf – Mönchengladbach Hbf – Viersen – Krefeld Hbf – Rheinhausen – Duisburg Hbf – Mülheim (Ruhr) Hbf – Essen Hbf | Rhein-Niers-Bahn Trein splitst en combineert in Lindern. |

## Stadtbahn-lijnen
| Lijn | Route | Lengte (km) | Stations (ondergrondse stations in Dusseldorf) |
| ---- | --- | ----------- | ---------------------------------------------- |
| U70  | Krefeld Rheinstraße – Krefeld Hbf – Meerbusch – Düsseldorf Heinrich-Heine-Allee – Düsseldorf Hbf                                  | 22,4        | 17 (5)                                         |
| U76  | Krefeld Rheinstraße – Krefeld Hbf – Meerbusch – Düsseldorf Heinrich-Heine-Allee – Düsseldorf Hbf – Handelszentrum/Moskauer Straße | 23          | 28 (6)                                         |

63,9: Mönchengladbach Hbf ·
68,8: Viersen-Helenabrunn ·
71,2: Viersen Gbf ·
72,6: Viersen ·
72,7: Viersen BM ·
77,8: Anrath ·
81,0: Forsthaus ·
Krefeld Süd ·
87,4: Krefeld Hbf ·
Krefeld Gbf ·
90,5: Krefeld-Oppum
0,0: Köln Hbf ·
2,3: Köln-Nippes ·
7,8: Köln-Longerich ·
9,8: Köln Volkhovener Weg ·
10,6: Köln-Chorweiler ·
11,5: Köln-Chorweiler Nord ·
12,9: Köln-Blumenberg ·
14,8: Köln-Worringen ·
17,7: Dormagen Chempark ·
20,8: Dormagen ·
24,3: Nievenheim ·
27,0: Neuss-Allerheiligen ·
29,7: Norf ·
33,8: Neuss Süd ·
36,2: Neuss Hbf ·
43,2: Meerbusch-Osterath ·
50,5: Krefeld-Oppum ·
53,6: Krefeld Hbf ·
59,1: Benrad-St.Tönis ·
65,0: Kempen ·
68,5: St. Hubert-Vösch ·
72,7: Aldekerk ·
76,3: Nieukerk ·
83,6: Geldern ·
88,6: Wetten ·
92,5: Kevelaer ·
98,6: Weeze ·
105,5: Goch ·
108,4: Pfalzdorf ·
114,1: Bedburg-Hau ·
118,4: Kleve ·
120,4: Cleve Tiergarten ·
122,5: Donsbrüggen ·
125,1: Nütterden ·
128,1: Frasselt ·
129,3: Kranenburg